# جاسم الشرشني
جاسم الشرشني (ولد في 2 يناير 2003)، لاعب كرة قدم قطري، يلعب لصالح النادي الأهلي في دوري نجوم قطر.

## روابط خارجية
- جاسم الشرشني على موقع قاعدة بيانات كرة القدم.إي يو (الإنجليزية)
- جاسم الشرشني على موقع Soccerway.com (الإنجليزية)